# 尖頭三足刺魨
尖頭三足刺魨，為輻鰭魚綱魨形目鱗魨亞目三棘魨科的其中一種，為熱帶海水魚，分布於印度西太平洋區，從孟加拉灣至印尼海域，棲息深度可達35公尺，體長可達20公分，棲息在沙底質水域，以底棲性無脊椎動物為食，可作為食用魚。